# Rubroboletus legaliae
Rubroboletus legaliae (Albert Pilát și Aurel Dermek, 1969, ex Marco Della Maggiora și Renzo Trassinelli, 2015), sin. Boletus legaliae, (Albert Pilát și Aurel Dermek, 1969), Boletus satanoides (František Smotlacha, 1920) sensu auct. mult., din încrengătura Basidiomycota în familia Boletaceae și de genul Rubroboletus este o specie nu prea frecventă de ciuperci suspecte, poate otrăvitoare, care coabitează, fiind un simbiont micoriza (formând micorize pe rădăcinile de arbori). O denumire populară nu este cunoscută. În România, Basarabia și Bucovina de Nord trăiește, izolată și în grupuri mai mici, uneori chiar în smocuri, preferat în regiuni călduroase, pe soluri neutre până acre sub fagi și stejari bătrâni, în pădurile de foioase și în cele mixte. Apare de la câmpie la deal, dar nu în regiuni montane, din iunie până în octombrie.

## Taxonomie

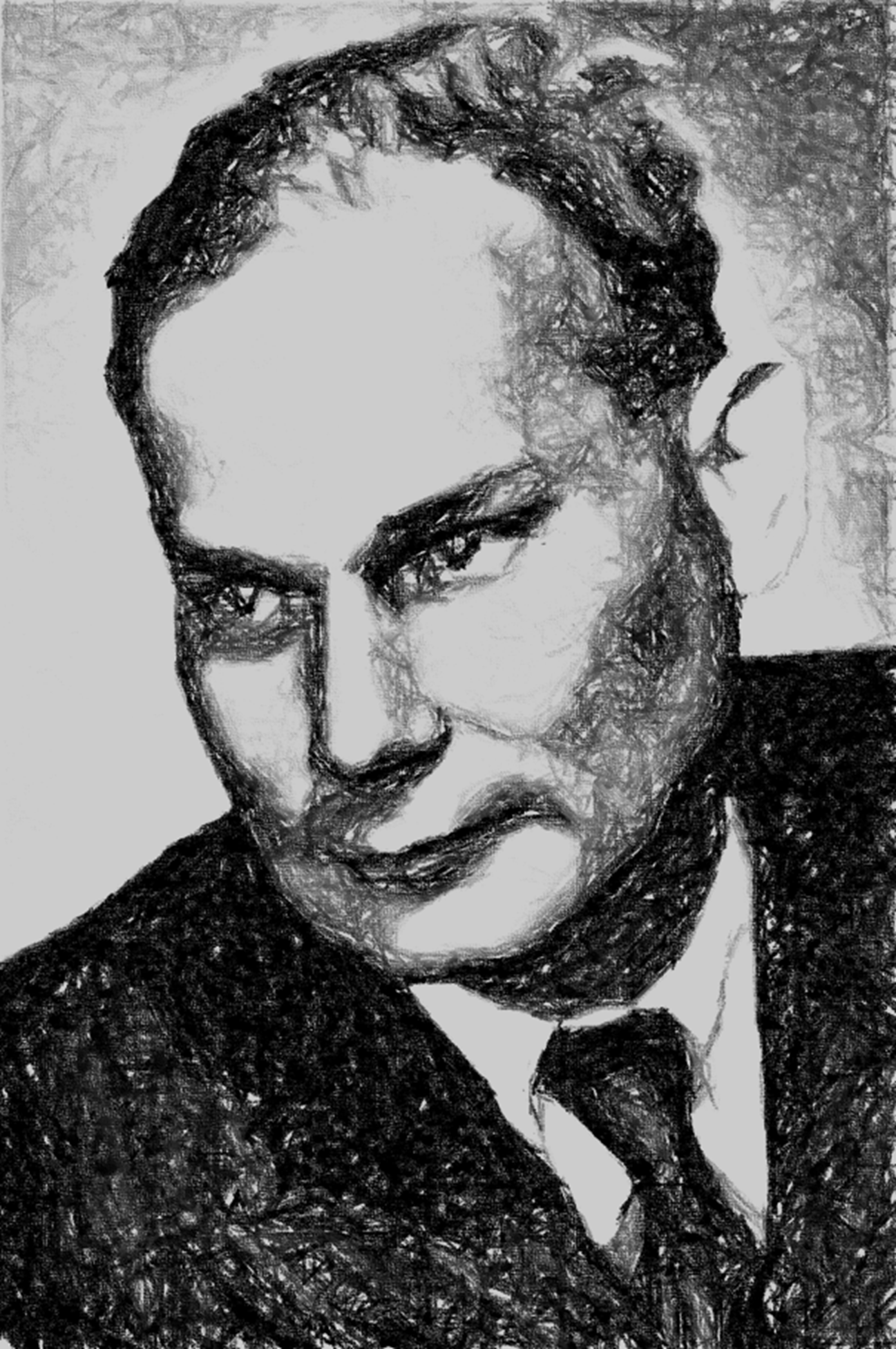
Albert Pilát

Specia a fost descrisă pentru prima dată ca Boletus splendidus de micologul elvețian  Charles-Édouard Martin (1847-1937) în 1894.
În 1920, micologul ceh František Smotlacha (1884-1956) a creat taxonul Boletus satanoides, de verificat în volumul 2 al jurnalului Časopis Československých houbařú, epitetul referindu-se la marea similaritate a ciuperci cu buretele dracului, mai ales în stadiu tânăr. Această denumire se găsește și în cărți micologice, de exemplu la Bruno Cetto.
După ce renumitul micolog ceh Pilát a determinat specia drept Boletus Le Galliae,  un an mai târziu a corectat epitetul (le-galiae, azi legaliae) și a augmentat descrierea împreună cu compatriotul său (slovac) Aurel Dermek (1929-1989), publicând-o în cartea sa Houby Československa ve svém životním prostředí („Bureții Cehoslovaciei în mediul lor”). Acest taxon a fost hotărât nume binomial.
În sfârșit, micologii italieni Marco Della Maggiora și Renzo Trassinelli au transferat specia la genul Rubroboletus sub păstrarea epitetului, fiind numele curent valabil (2020). Toate celelalte încercări de redenumire sunt acceptate sinonim, dar nu sunt folosite. 
Epitetul a fost creat de Albert Pilát în onoarea botanistei franceze Marcelle Louise Fernande Le Gal (1895-1979).

## Descriere
- Pălăria: compactă și cărnoasă cu un diametru de 6-14 (18)cm este la început emisferică, apoi convexă, larg convexă până întinsă, uneori în formă de pernă spre jos. Cuticula uscată cu o suprafață la început fin pâsloasă care devine treptat mai mult sau mai puțin glabră odată cu înaintarea în vârstă, este la început albicioasă, murdar albicioasă sau cenușie, se colorează mai târziu roz-cenușie sau maronie (mai ales în partea centrală), alocuri cu nuanțe de roz, roșiatice sau purpurii, fiind în cele din urmă, uneori complet roșiatică sau purpurie, mai ales în condiții umede, pătând brun atunci când este apăsată. Nuanțele maronii sunt rezultatul vremii uscate. Mai departe, deficitul pe termen lung de umiditate provoacă, de asemenea, crăparea cuticulei.
- Tuburile și porii: sporiferele de 0,5-2cm lungime sunt inițial de un galben viu, mai târziu cu nuanțe galben-măslinii și deprimate în jurul vârfului tijei când sunt mature. Linia roșie între tuburi și contextul pălăriei este absentă. Porii minusculi, rotunjori, deschiși de la o etapă timpurie (fără un strat coerent de cheilocistidii), gălbui când sunt tineri (sub pileus închis), dar curând (de la începutul deschiderii pălăriei) devin de obicei roșu-portocalii, rareori aproape roșii și apoi se decolorează treptat la portocaliu sau galben-portocaliu, uneori la galben pur cu vârsta. Tuburile și porii se albăstresc când sunt tăiate, lezate sau atinse. Linia roșie dintre tuburi și contextul pălăriei este absentă.
- Piciorul: cărnos și plin are o lungime de 5–8 (12)cm  și o grosime de 3–5 (7)cm este la început ovoidal până bulbos, apoi cilindric la clavat, pe exterior roșiatic pe toată lungimea când este tânăr, apoi de obicei bicolor - galben deschis până la galben-portocaliu în partea superioară și roșiatic sau roșu-violet în părțile mijlocii și inferioare, uneori complet roșu sau predominant gălbui, acoperit cu o grilă portocalie până la roșu-portocalie mai puțin distinctă în părțile superioare și medii, fetrul pe bază fiind albicios sau gălbui murdar. Nu prezintă un inel.
- Carnea: este galben deschisă în pălărie și vârful tijei, oarecum mai palidă în jumătatea inferioară a piciorului, uneori cu pete roșii sau roșu-maronii mai mate în baza lui și cu un strat subcutanat roșiatic sau roșu. După o secțiune longitudinală se colorează în stadiu tânăr și de vârstă mijlocie alabastru pe întreaga lungime, mai târziu numai în pălărie și partea superioară a tijei. După un anumit timp, albăstrirea se pierde. Are un miros nu foarte distinctiv în corpurile fructifere tinere, dar odată uscat și la maturitate devine caracteristic, cum ar fi leușteanul sau condimentul Maggi, adesea cu nuanțe de cicoare sau țelină, gustul fiind plăcut și blând.[4][5][11]
- Caracteristici microscopice: sporii de colorit mai mult sau mai puțin ocru sunt netezi cu pereți groși, ovoidal alungiți până elipsoidali, amiloizi (ce înseamnă colorabilitatea structurilor tisulare folosind reactivi de iod), având o mărime de (10)11-13,5(15) × 4,5–6,5 (7) microni. Pulberea lor este brun-măslinie. Basidiile clavate cu 2-4 sterigme fiecare măsoară 27-35,2 × 9,7-11,2  microni. Pleurocistidele (elemente sterile situate în himenul de pe fețele lamelor) de 20,3-33,1 × 6,1-7,9 sunt fusiforme cu pereți subțiri, cheilocistidele (elemente sterile situate pe muchia lamelor) fiind asemănătoare. Caulocistidele (cistide situate la suprafața piciorului) observate la vârful tijei în abundență și similare cu cistidele himeniale, dar mai degrabă polimorfe, au o mărime de 22,1-38,9 × 8,5-11,9 microni. Pileocistidele (elemente sterile de pe suprafața pălăriei) sunt un trichoderm (perpendicular pe suprafața pălăriei) care se prăbușește odată cu înaintarea în vârstă, compus din hife cu lățimea de 3,3-7,8 μm, septate, cilindrice și împletite, cu vârfuri tipic obtuze, rareori umflate. Fibule n-au fost observate.[12][13]
- Reacții chimice: stratul himenial se decolorează sub aburi de amoniac gălbui și cu Reactivul Melzer⁠(en)[traduceți] ocru. [12]

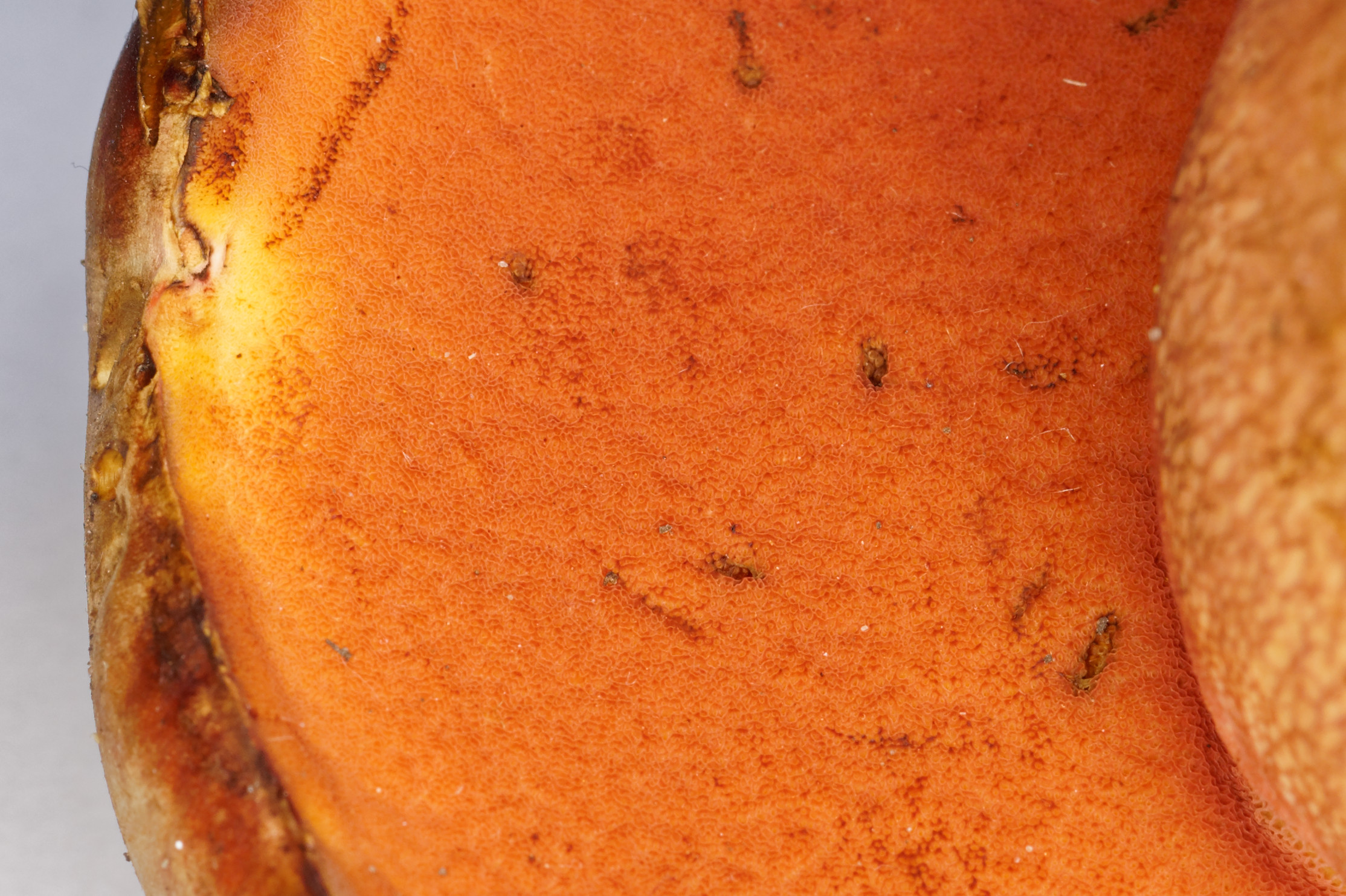
R. legaliae, pori din apropiere
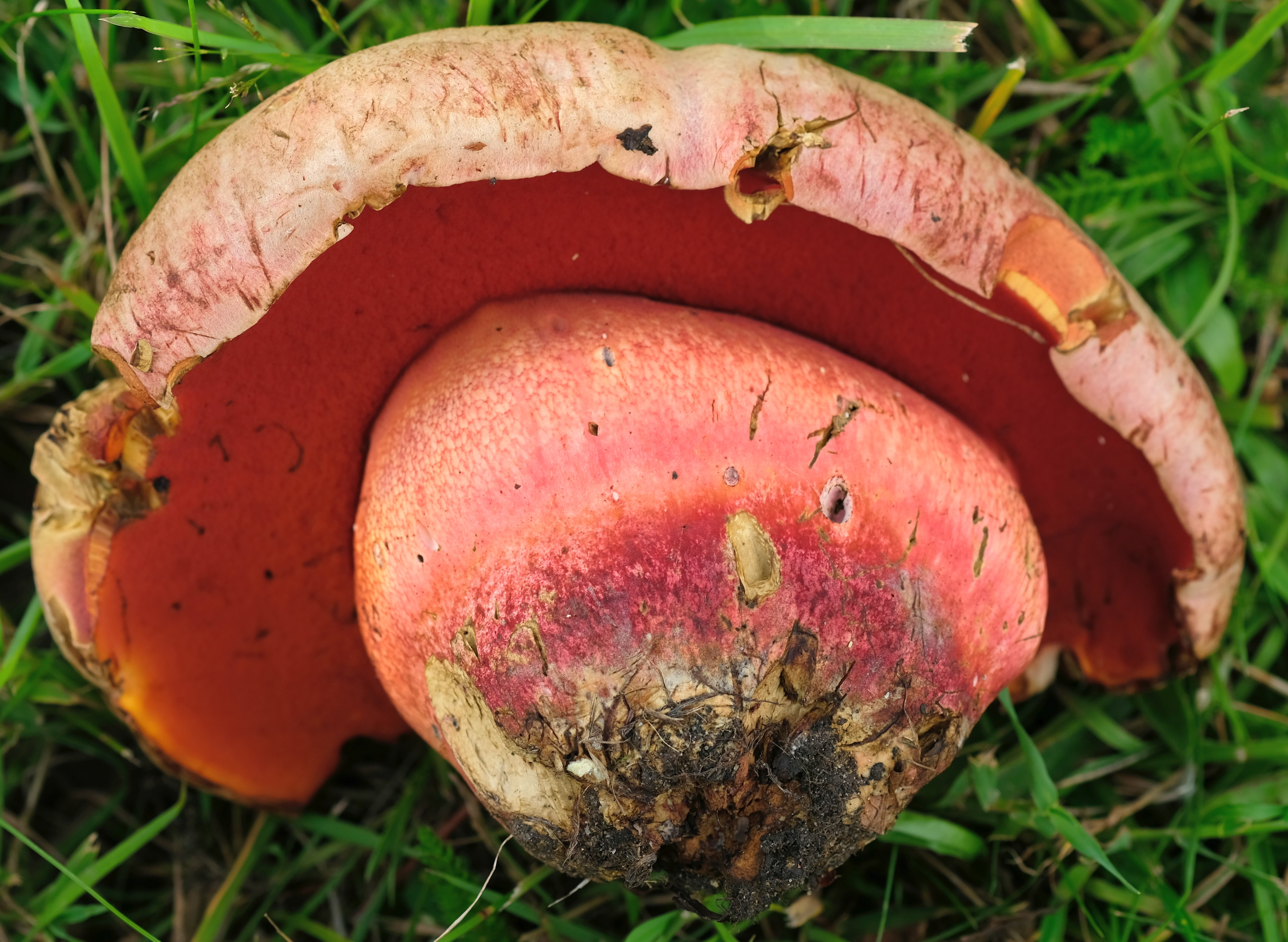
R. legaliae, pori și picior
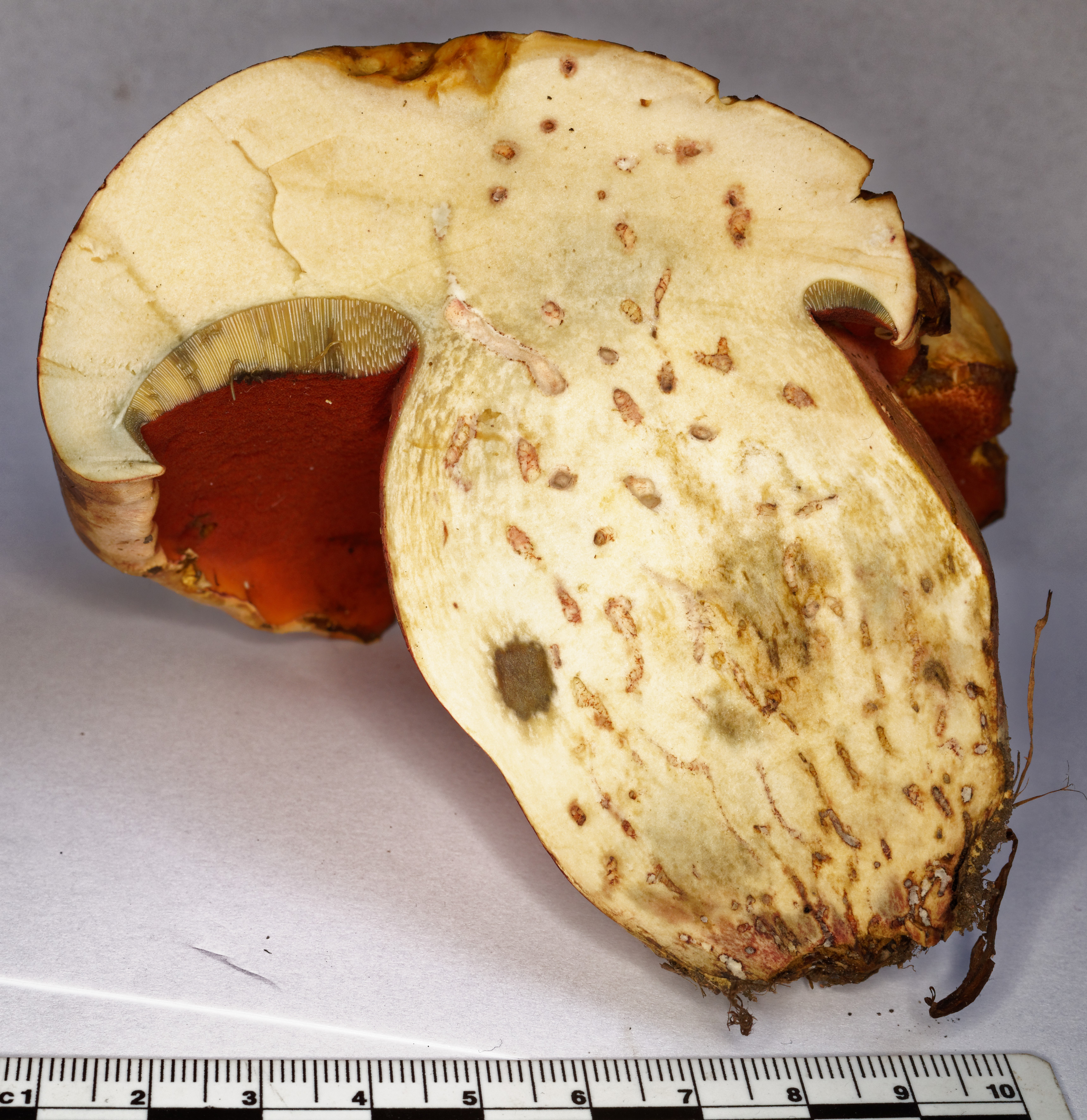
R. legaliae tăiat după ceva timp
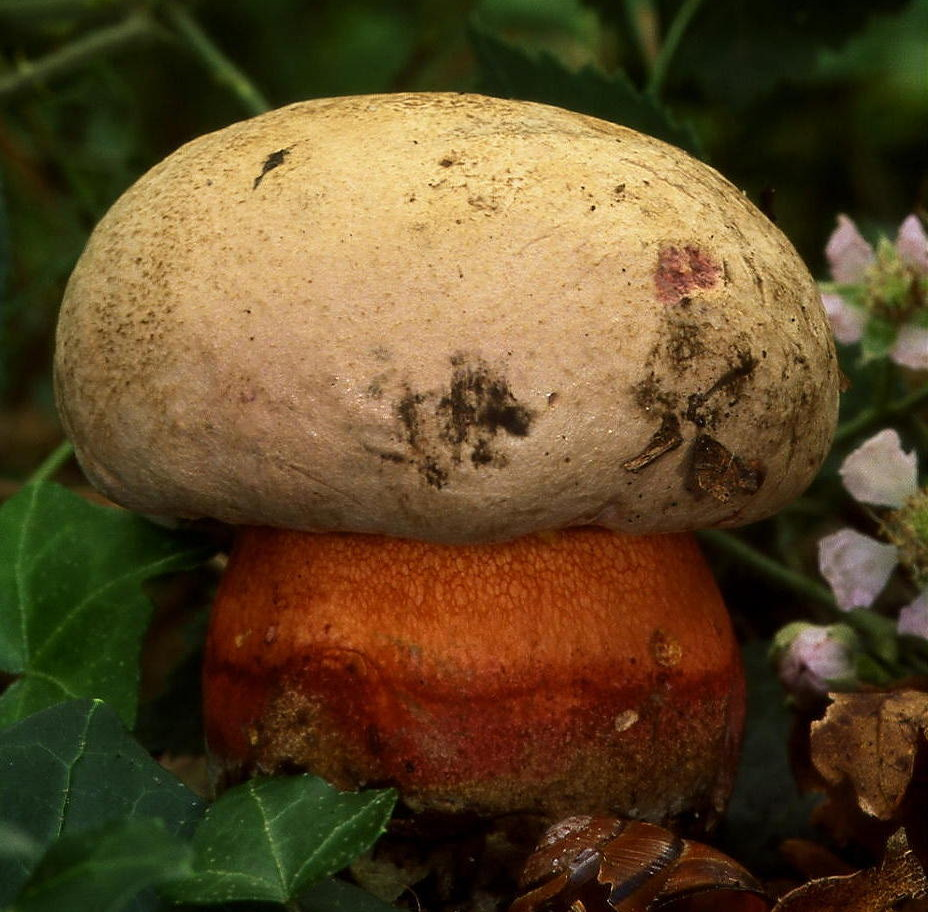
R. legaliae tânăr
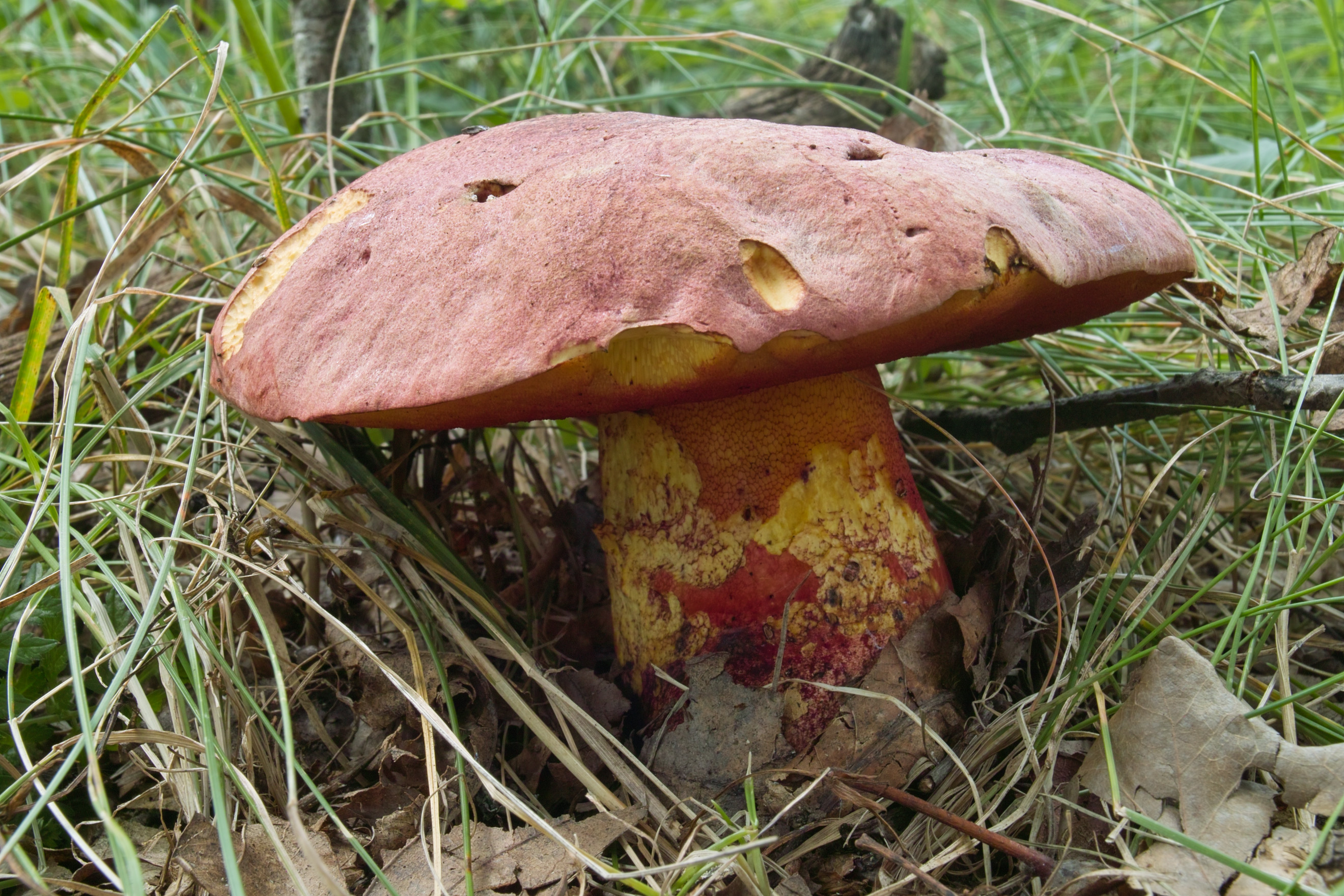
R. legaliae bătrân
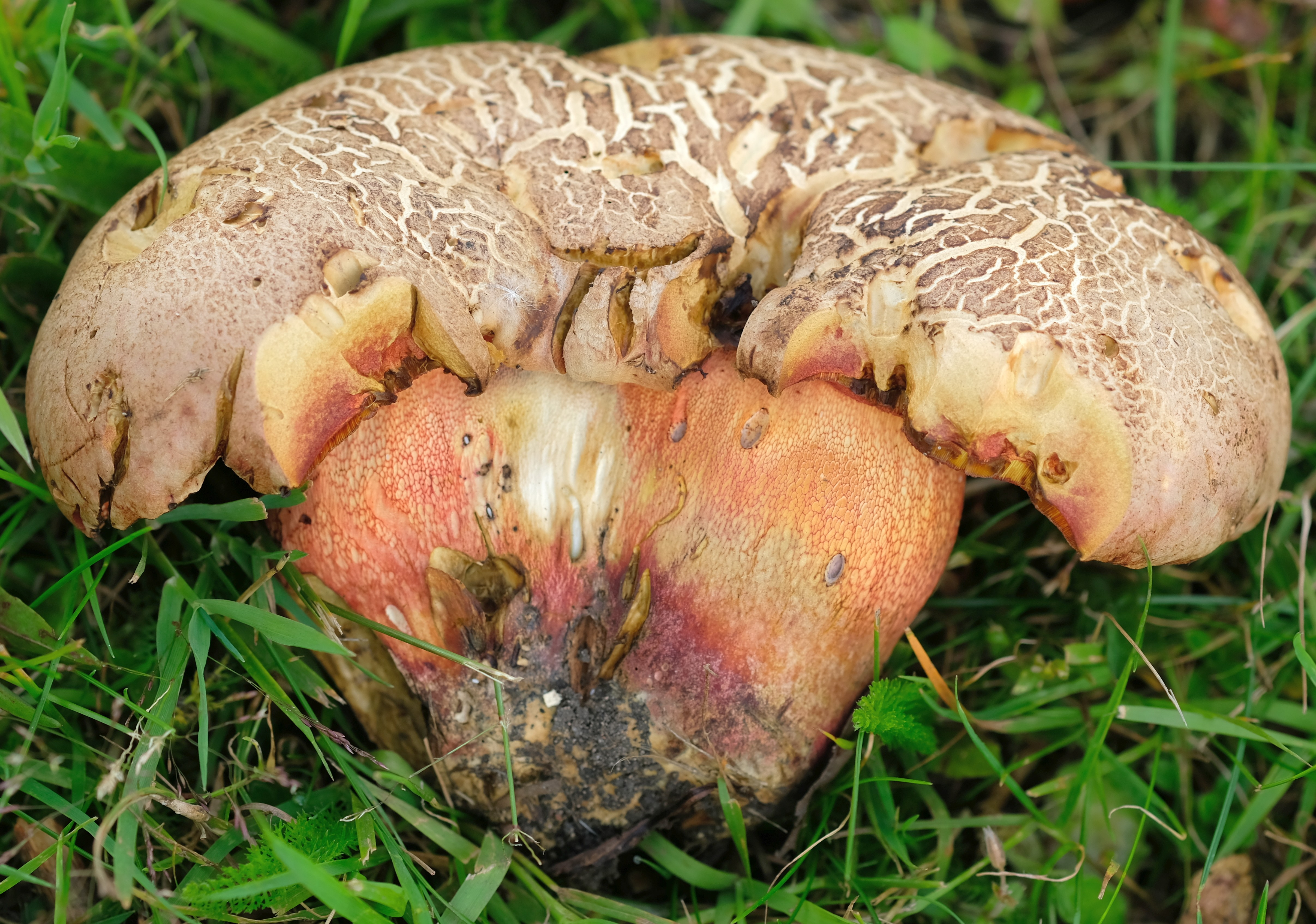
R. legaliae cu rupturi pe vreme uscată
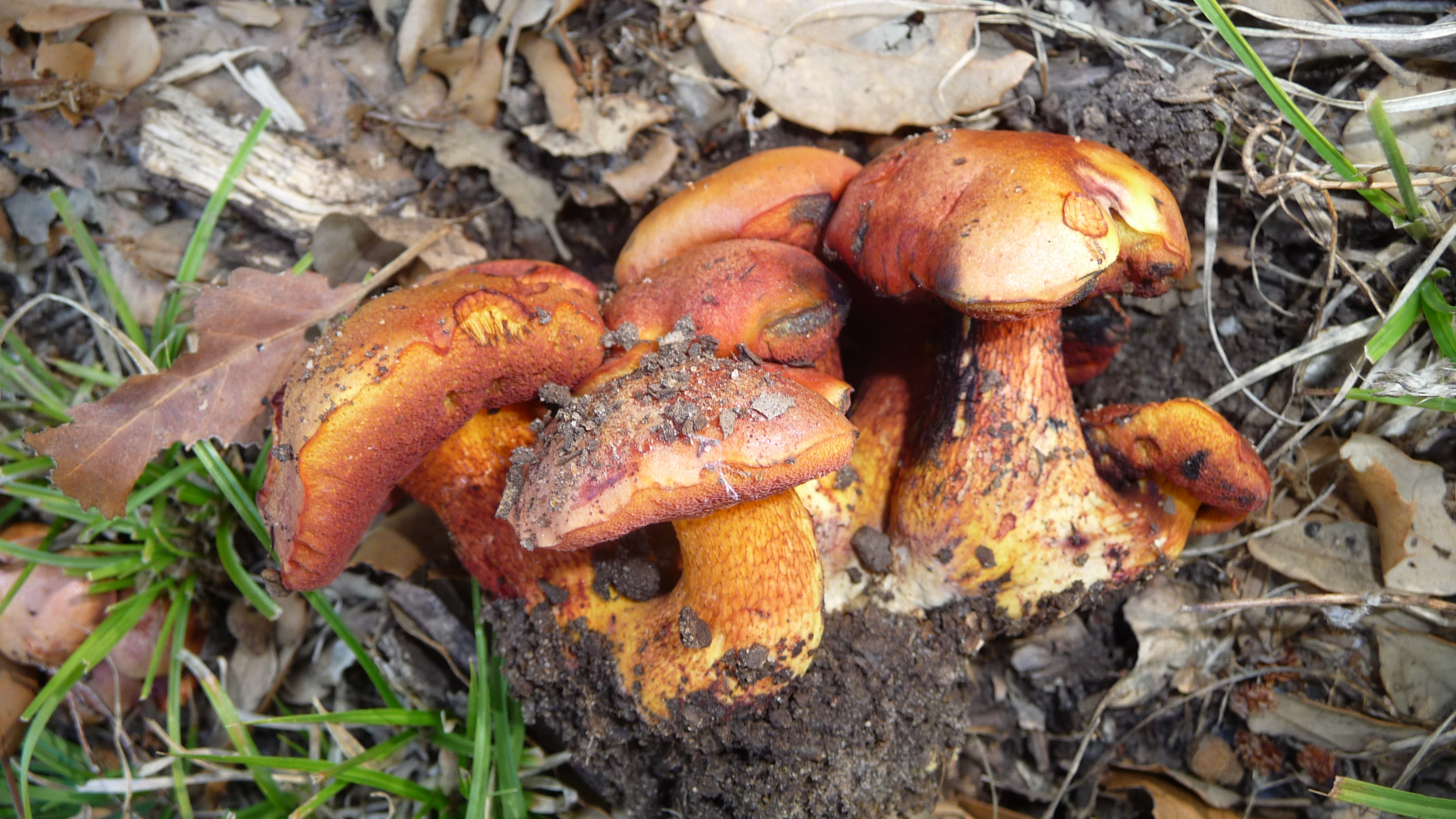
R. legaliae smoc

## Confuzii
Există mai multe ciuperci asemănătoare cu Rubroboletus legaliae, în special buretele dracului. Unele sunt otrăvitoare sau necomestibile, altele sunt savuroase. Câteva exemple:
- Bureți otrăvitori sau de valoare necunoscută: Boletus splendidus ssp. moseri,[14] Imperator luteocupreus sin. Boletus luteocupreus,[15] Imperator torosus sin. Boletus torosus,[16] Rubroboletus eastwoodiae (otrăvitor, asemănător în aspect cu buretele dracului, încă nu găsit în Europa),[17] Rubroboletus lupinus (otrăvitor),[18], Rubroboletus purpureus (otrăvitor, gust tare neplăcut),[19] Rubroboletus rhodoxanthus (crud foarte toxic, bine fiert probabil comestibil, de calitate mediocră, ușor de confundat cu buretele dracului, comestibilitatea fiind discutată, de aceea indicat aici necomestibil),[20], Rubroboletus rubrosanguineus (poate otrăvitor),[21] Rubroboletus satanas.[22]
- Bureți necomestibili: Boletus calopus (foarte amar),[23] Boletus permagnificus.[24]
- Bureți comestibili: Boletus erythropus sin. Boletus luridiformis (foarte gustos),[25] Boletus luridus (foarte gustos),[26] Boletus pulverulentus (de calitate mediocră),[27] Rubroboletus dupainii (comestibil).[28]

## Specii asemănătoare în imagini

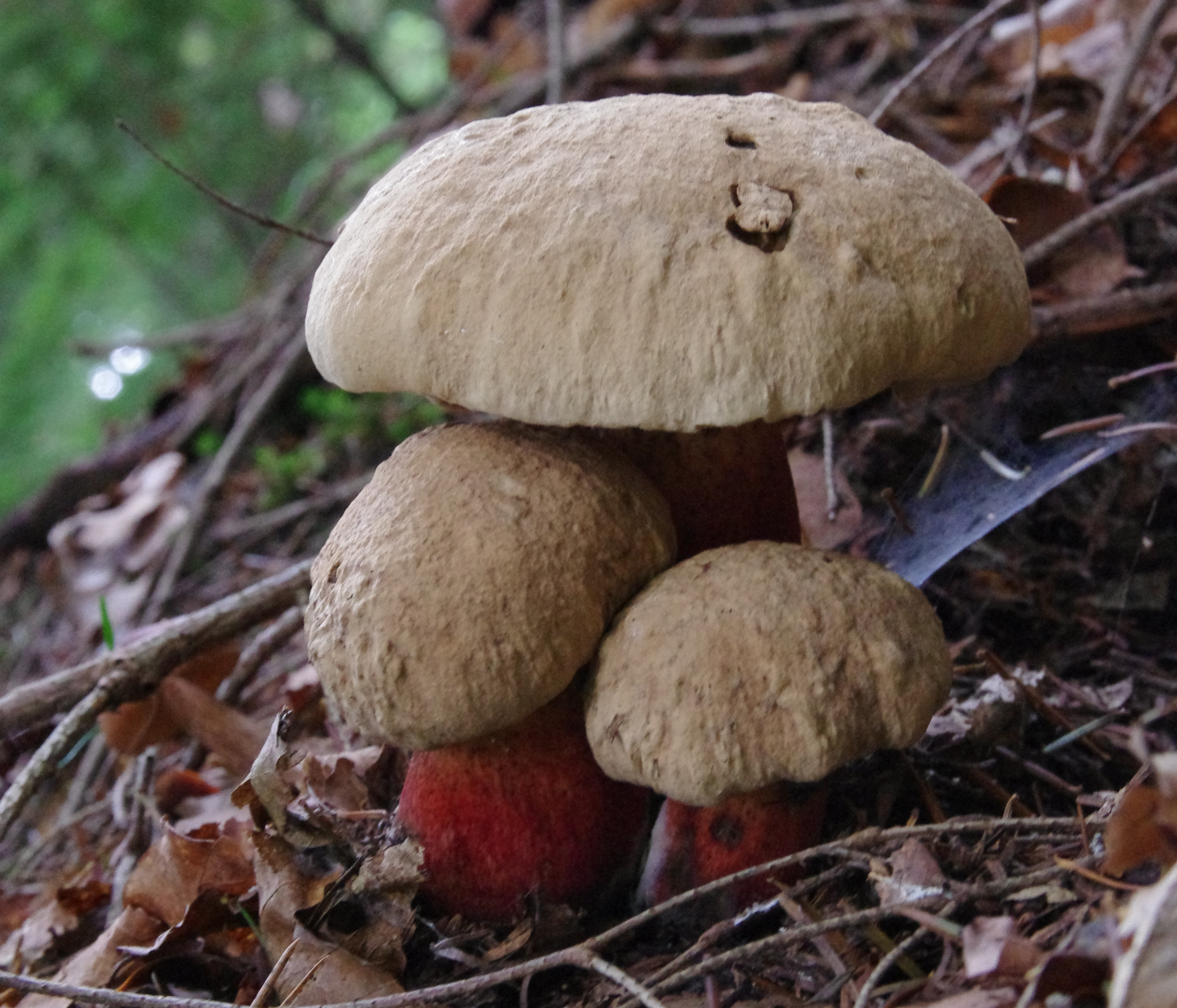
!Boletus calopus!
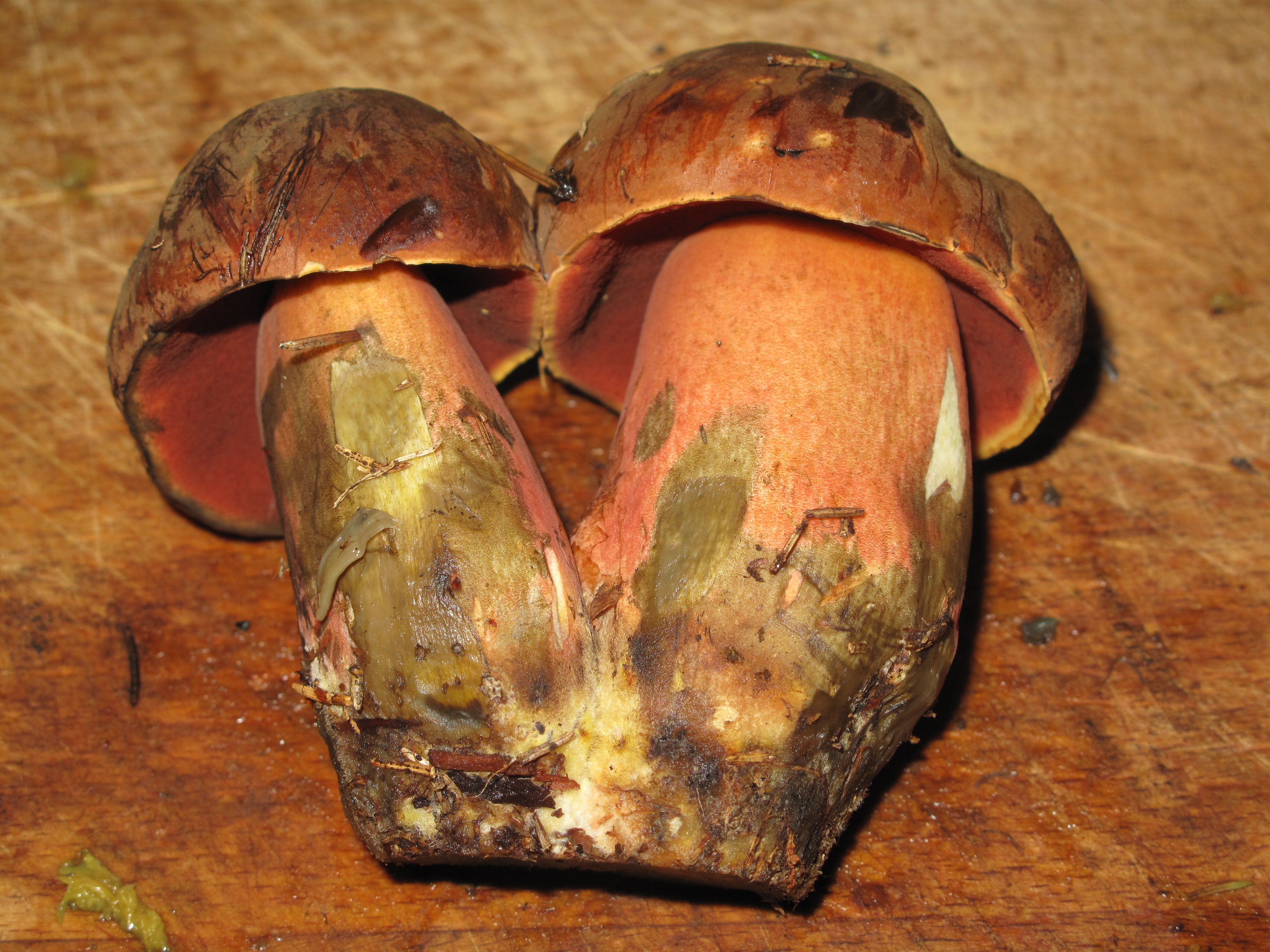
Boletus erythropus
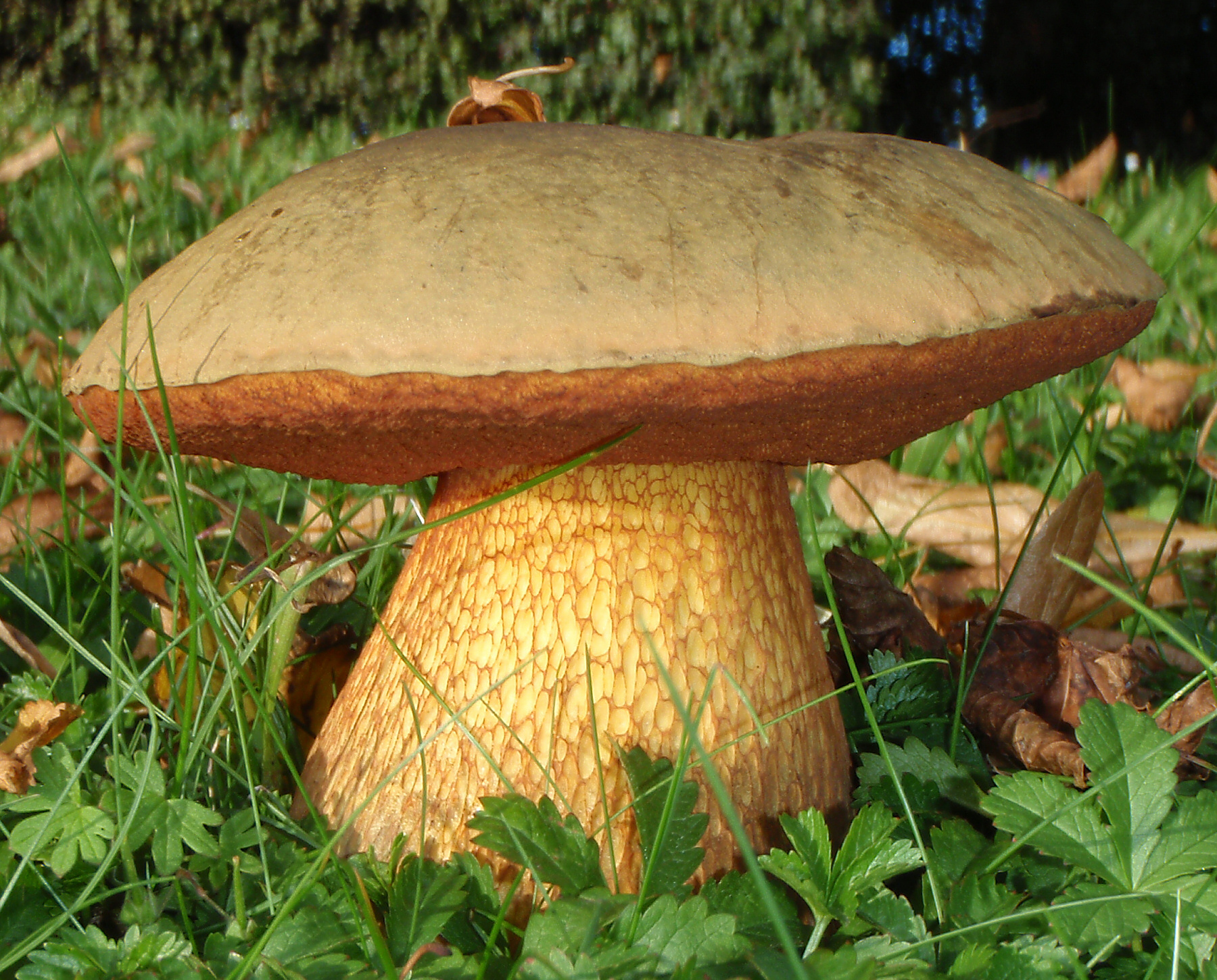
Boletus luridus
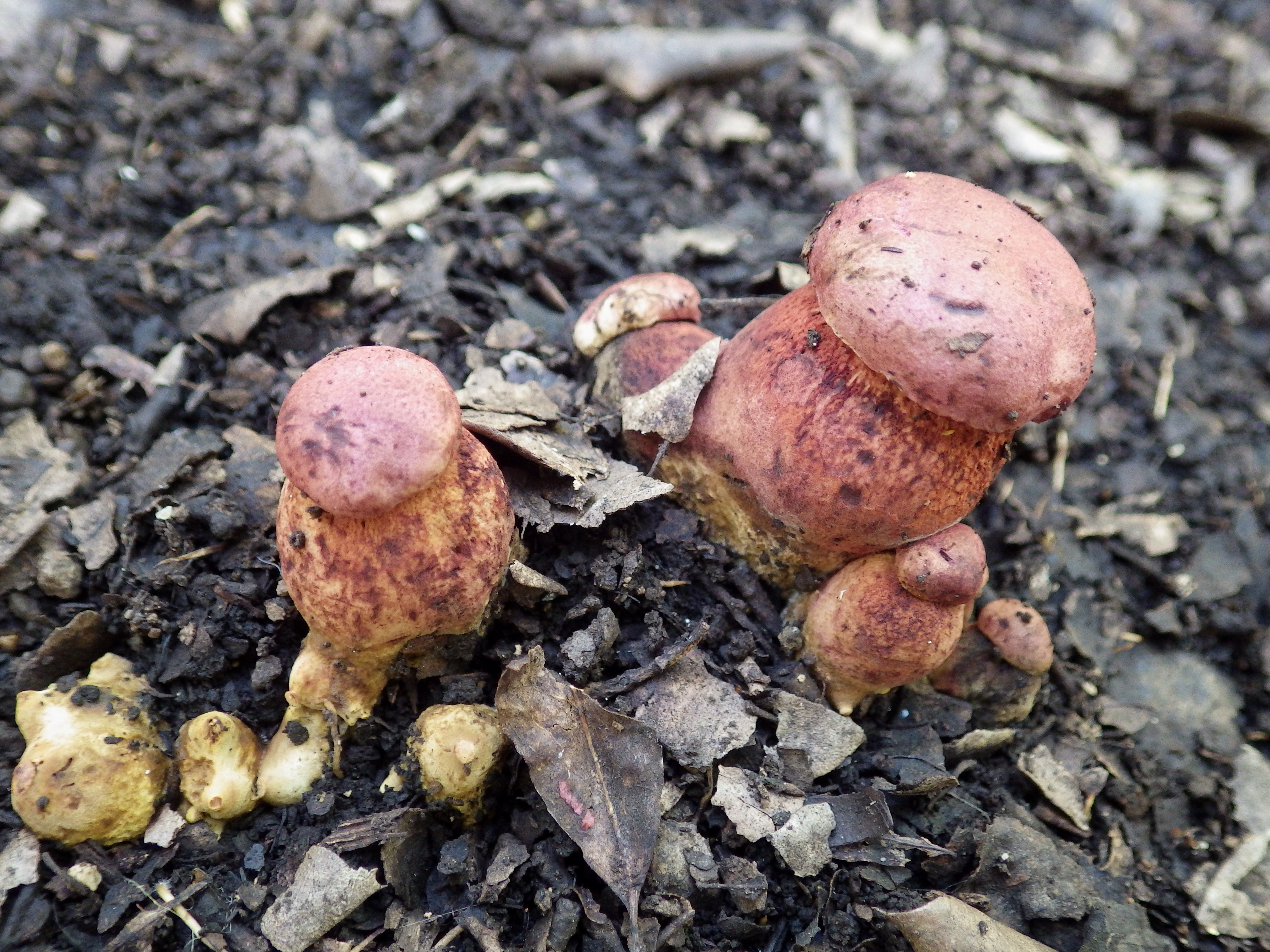
!Boletus permagnificus!
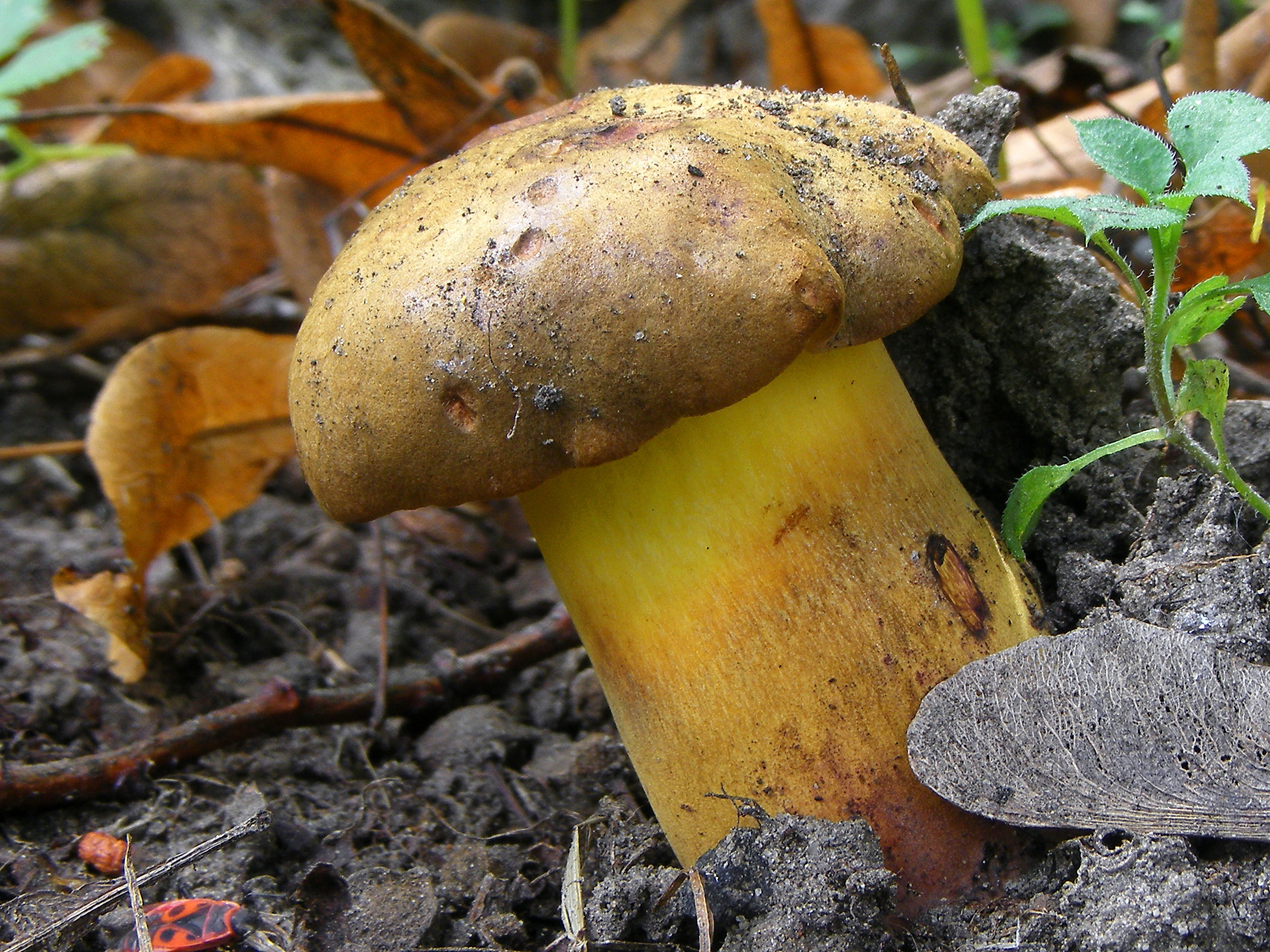
!Boletus pulverulentus!!
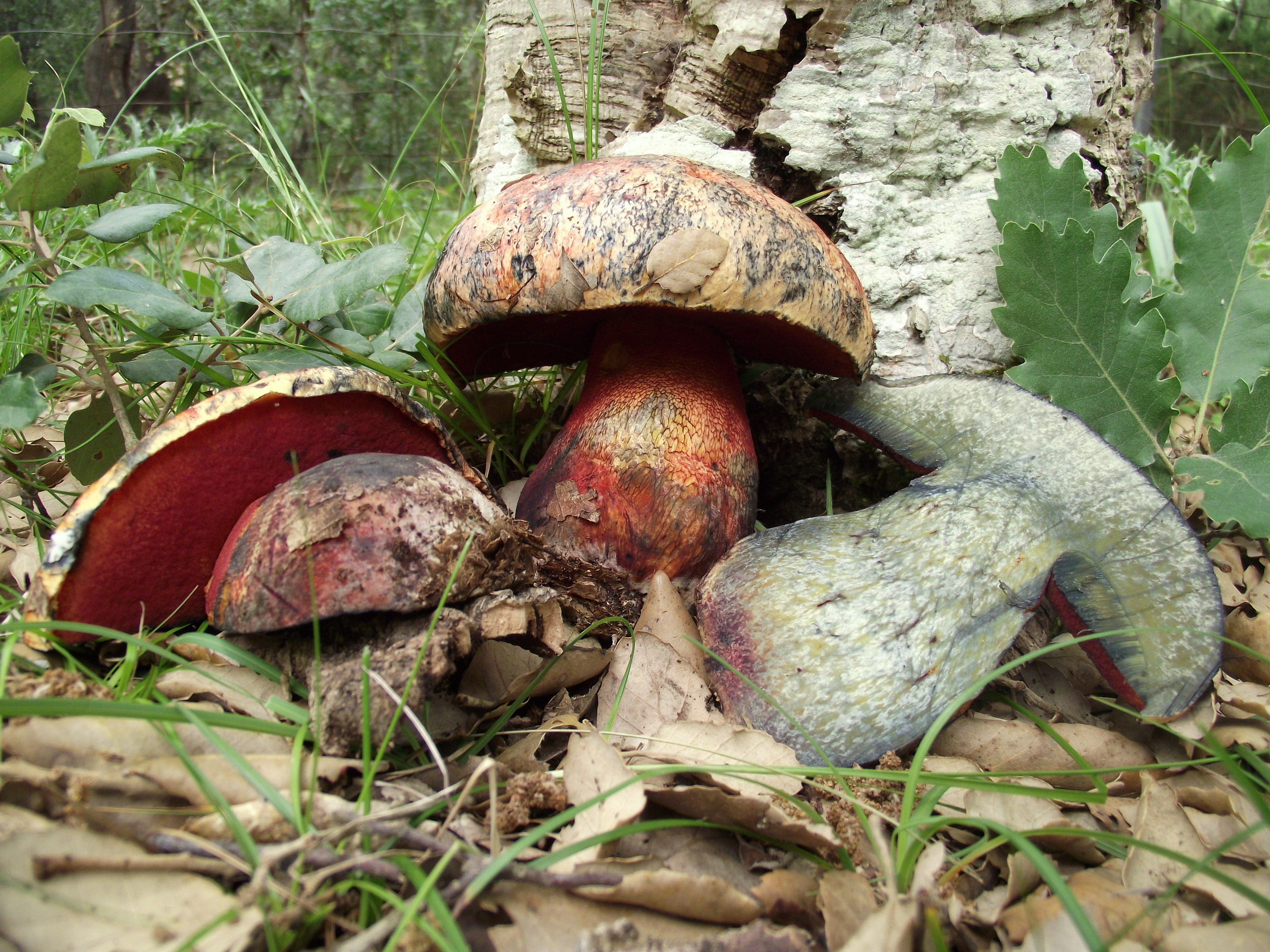
!!Imperator luteocupreus sin. Boletus luteocupreus!!
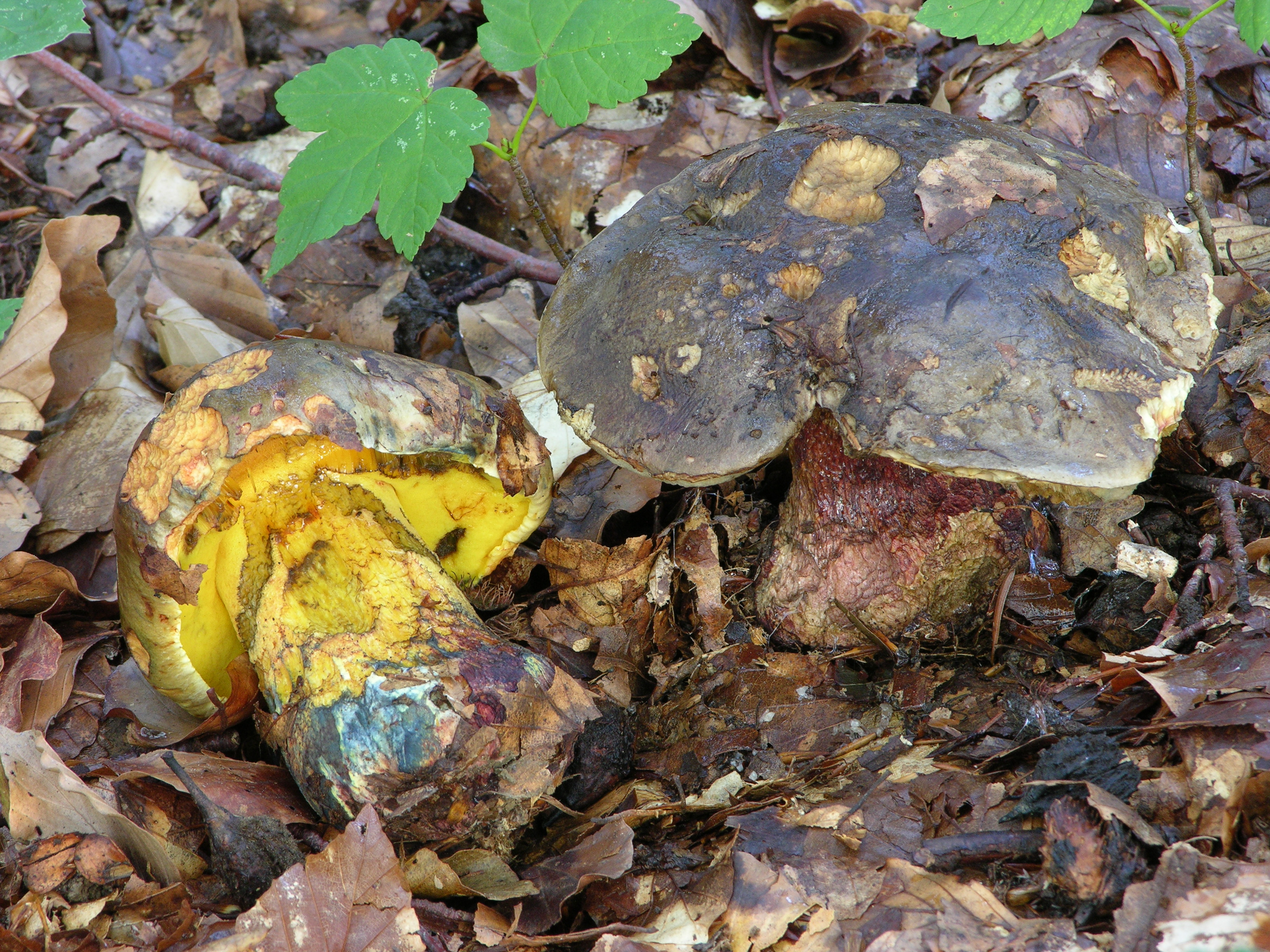
!!Imperator torosus!!
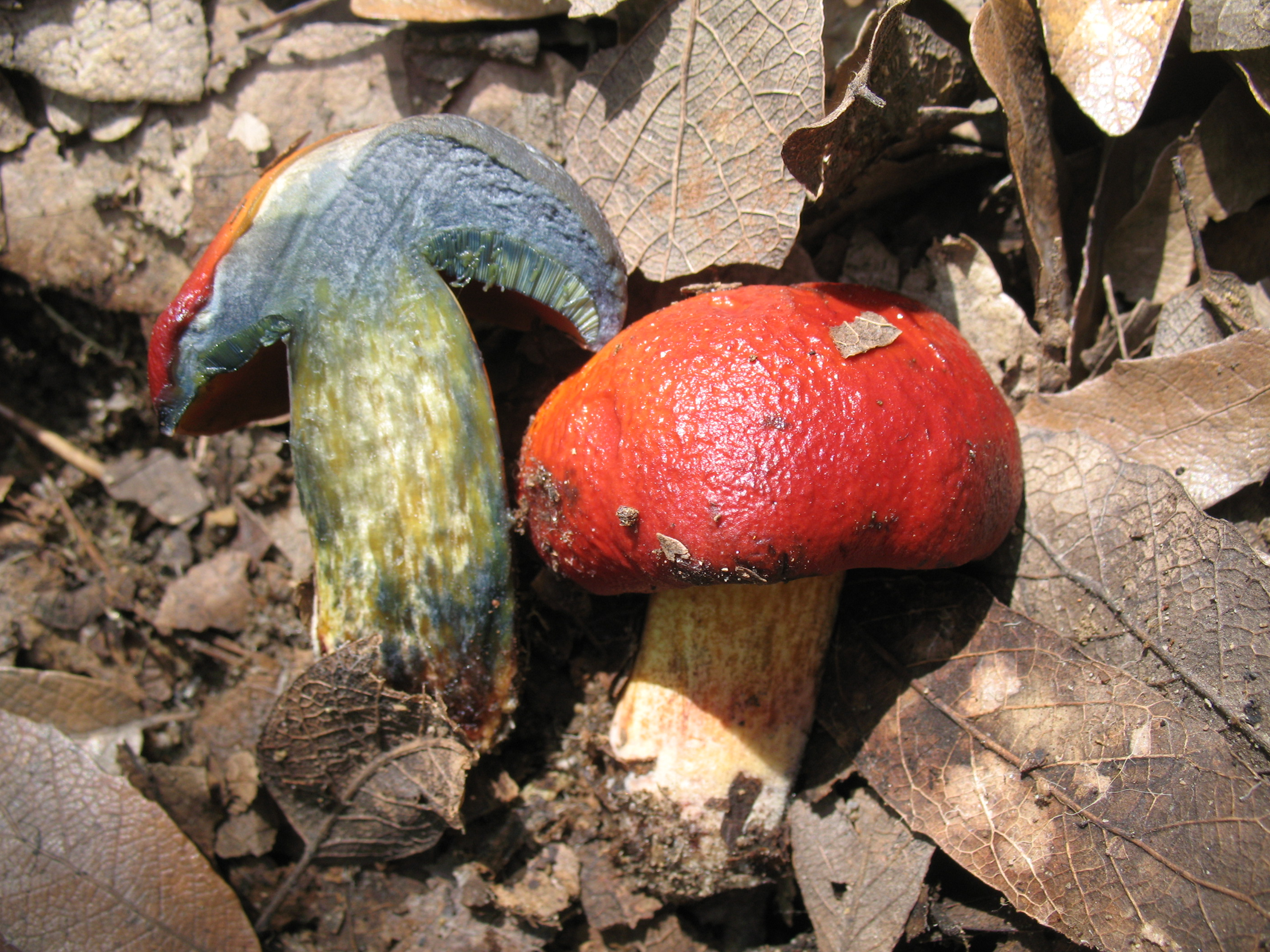
Rubroboletus dupainii
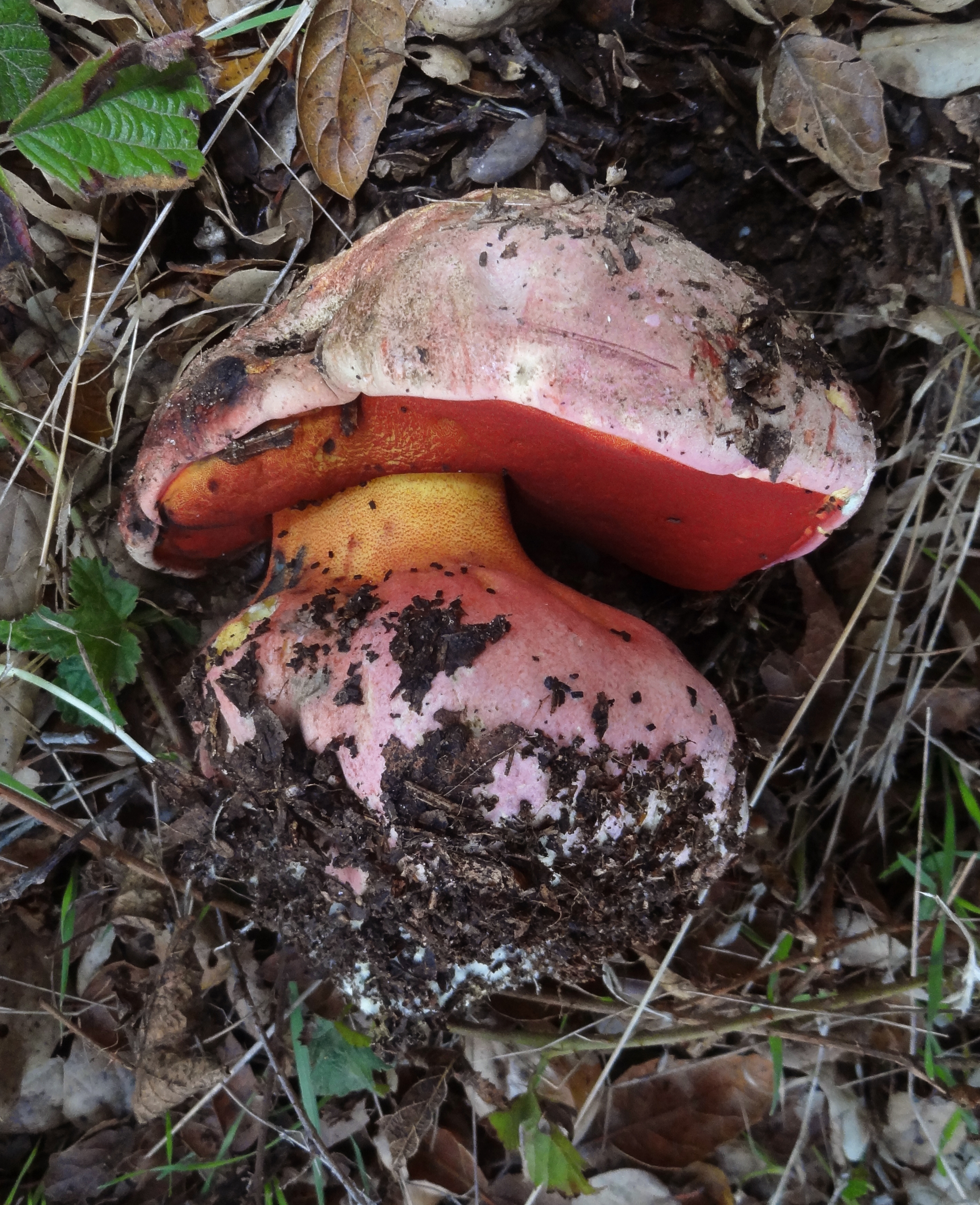
!!Rubroboletus eastwoodiae!!

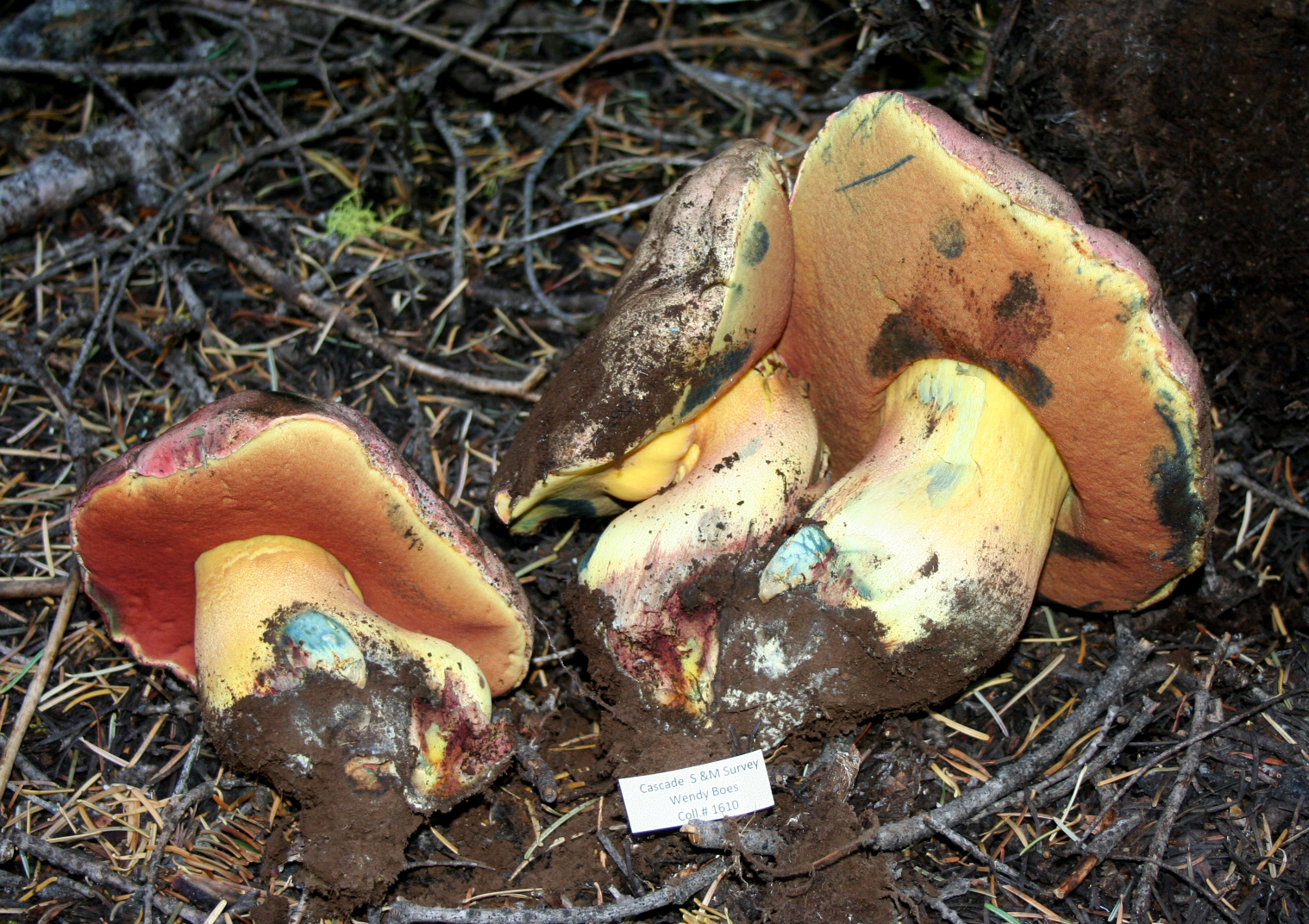
!!Rubroboletus haematinus!!
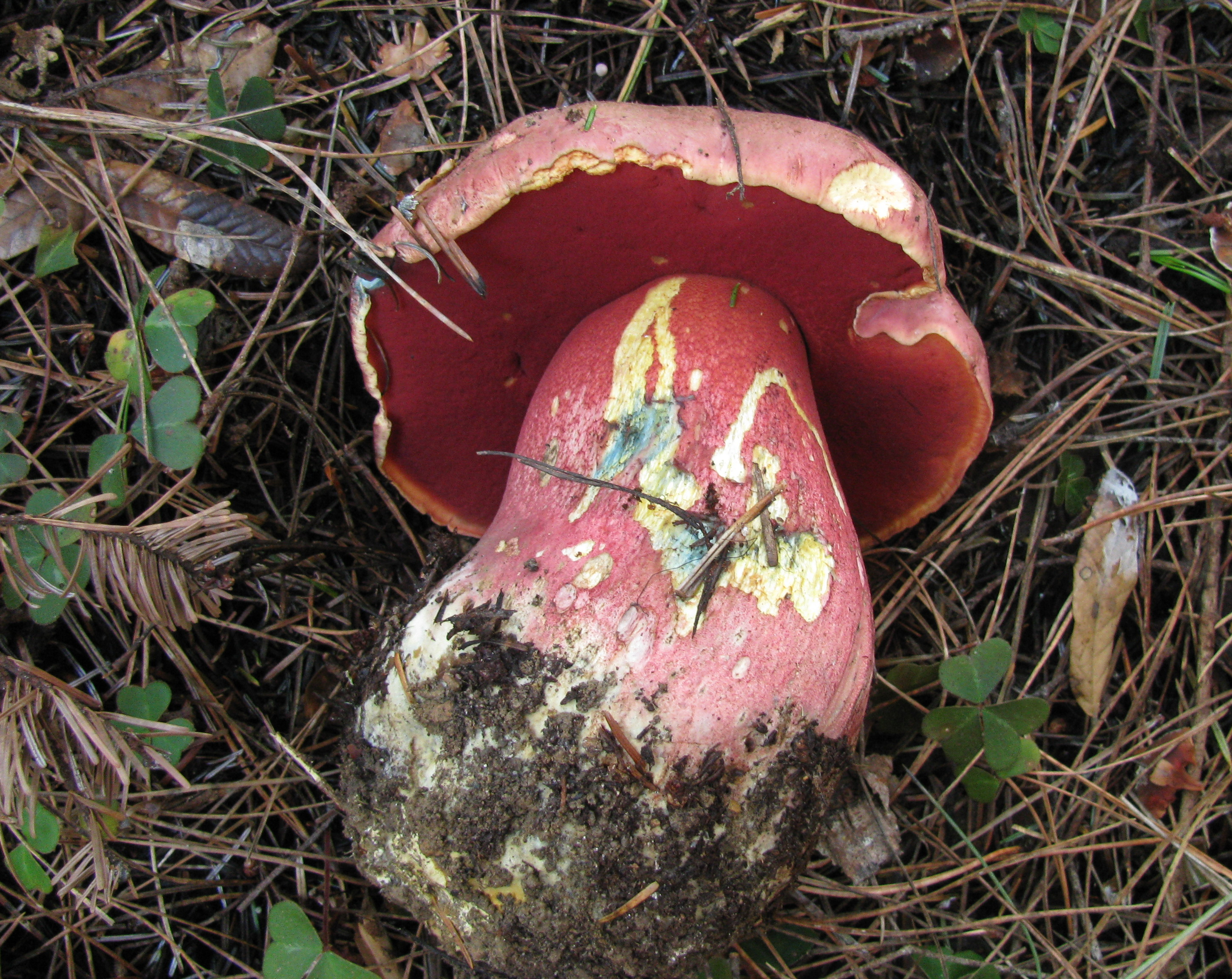
!!Rubroboletus pulcherrimus!!
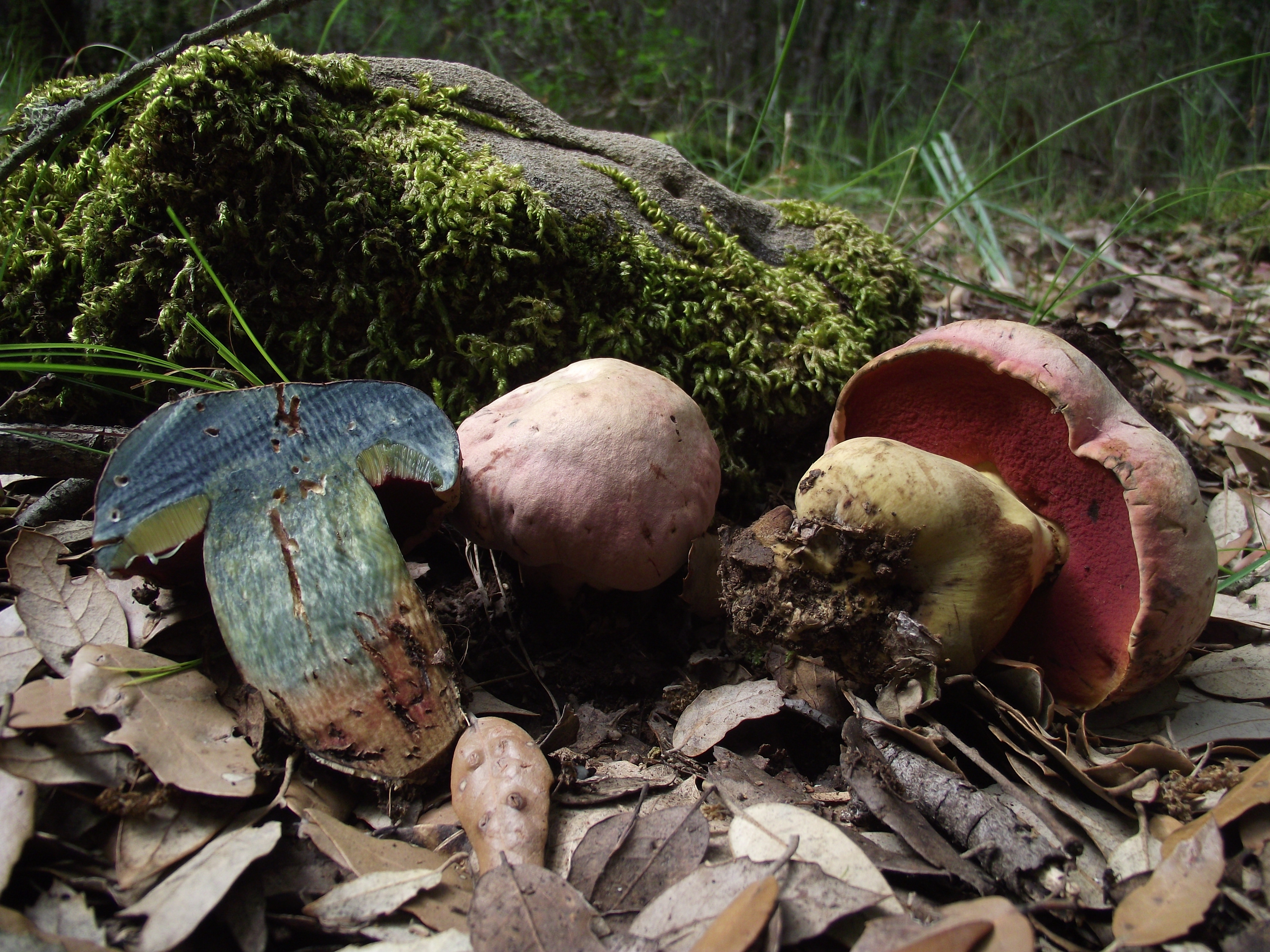
!!Rubroboletus lupinus!!
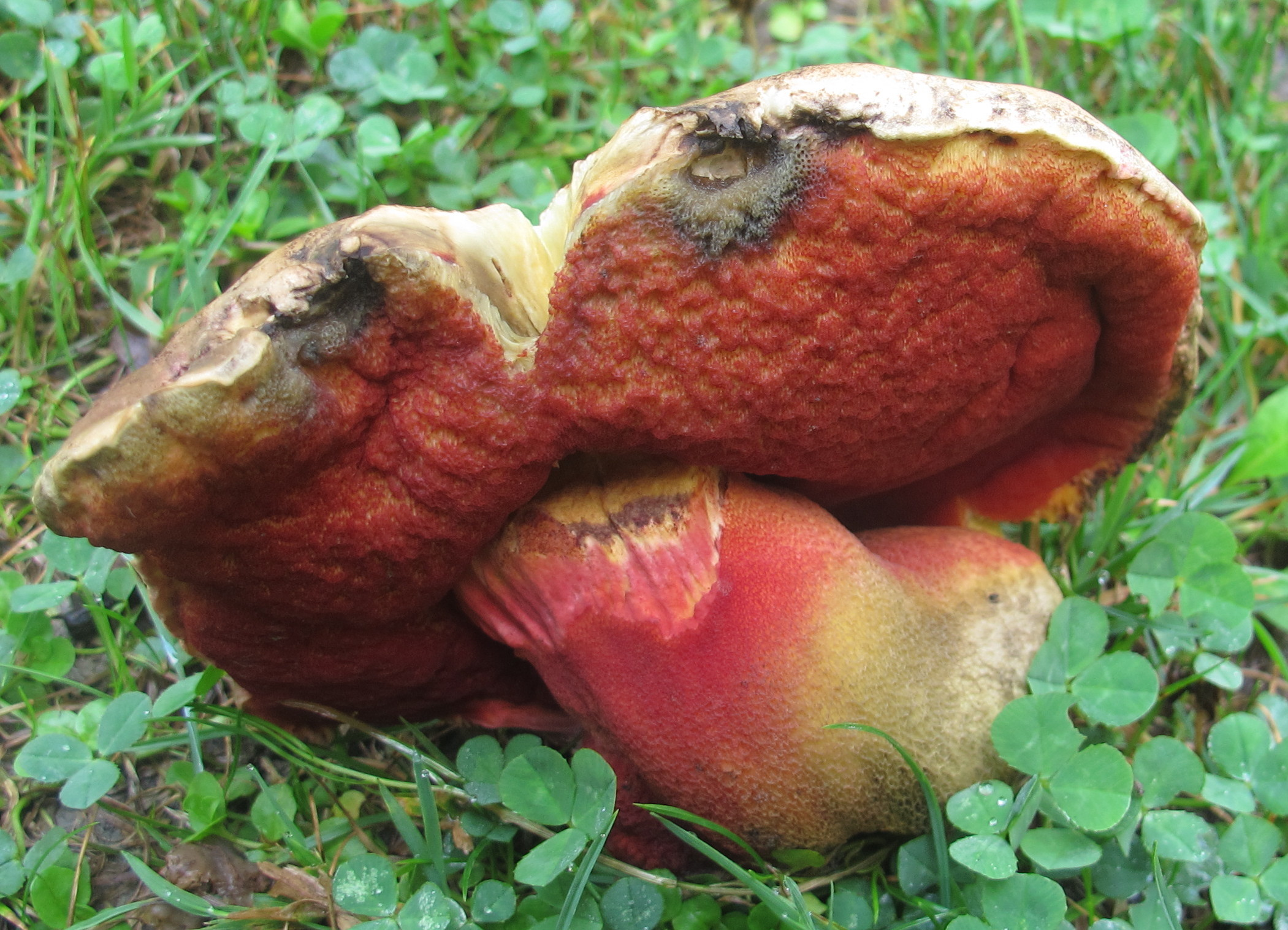
!!Rubroboletus rhodosanguineus!!
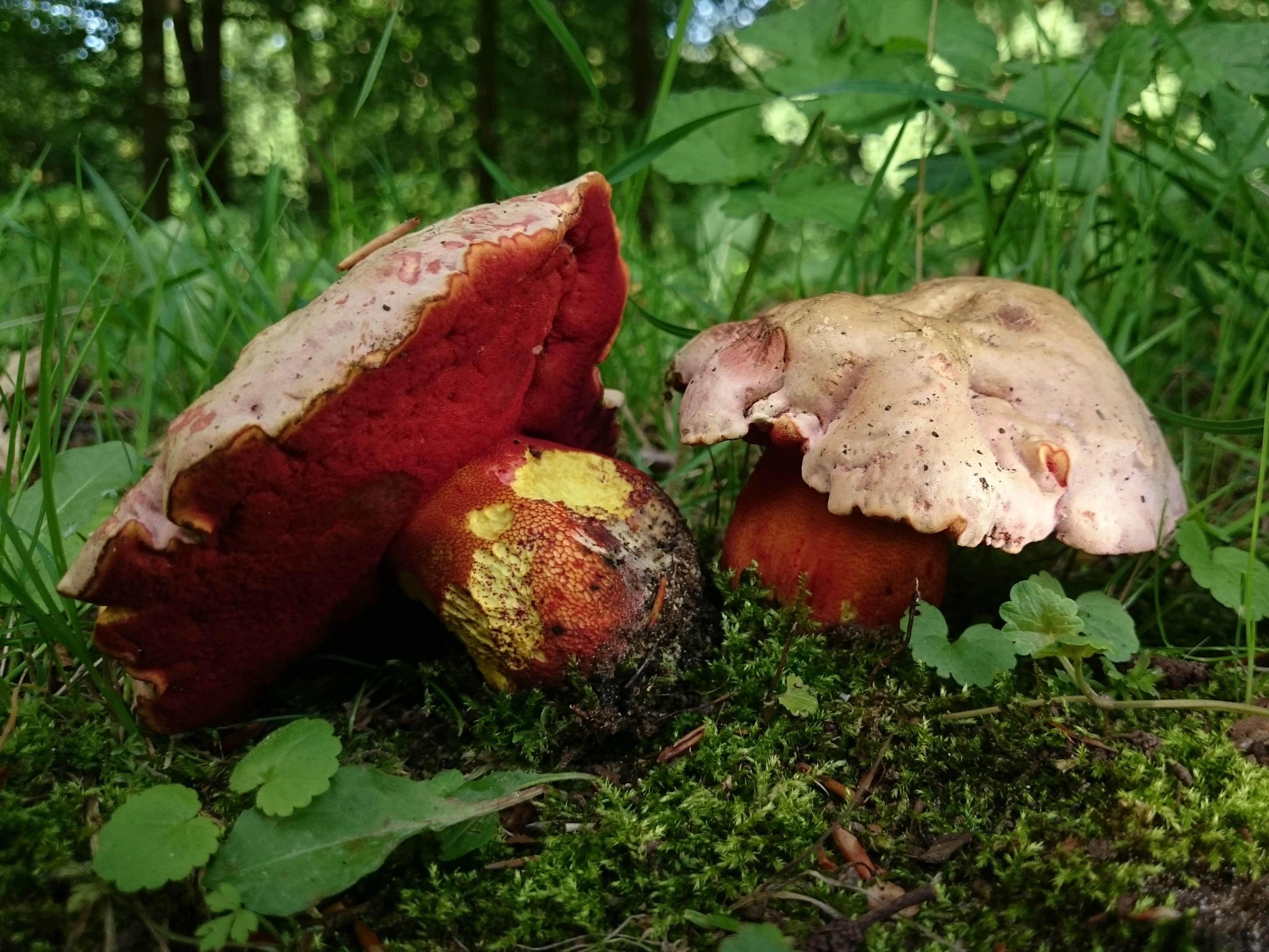
!Rubroboletus rhodoxanthus!
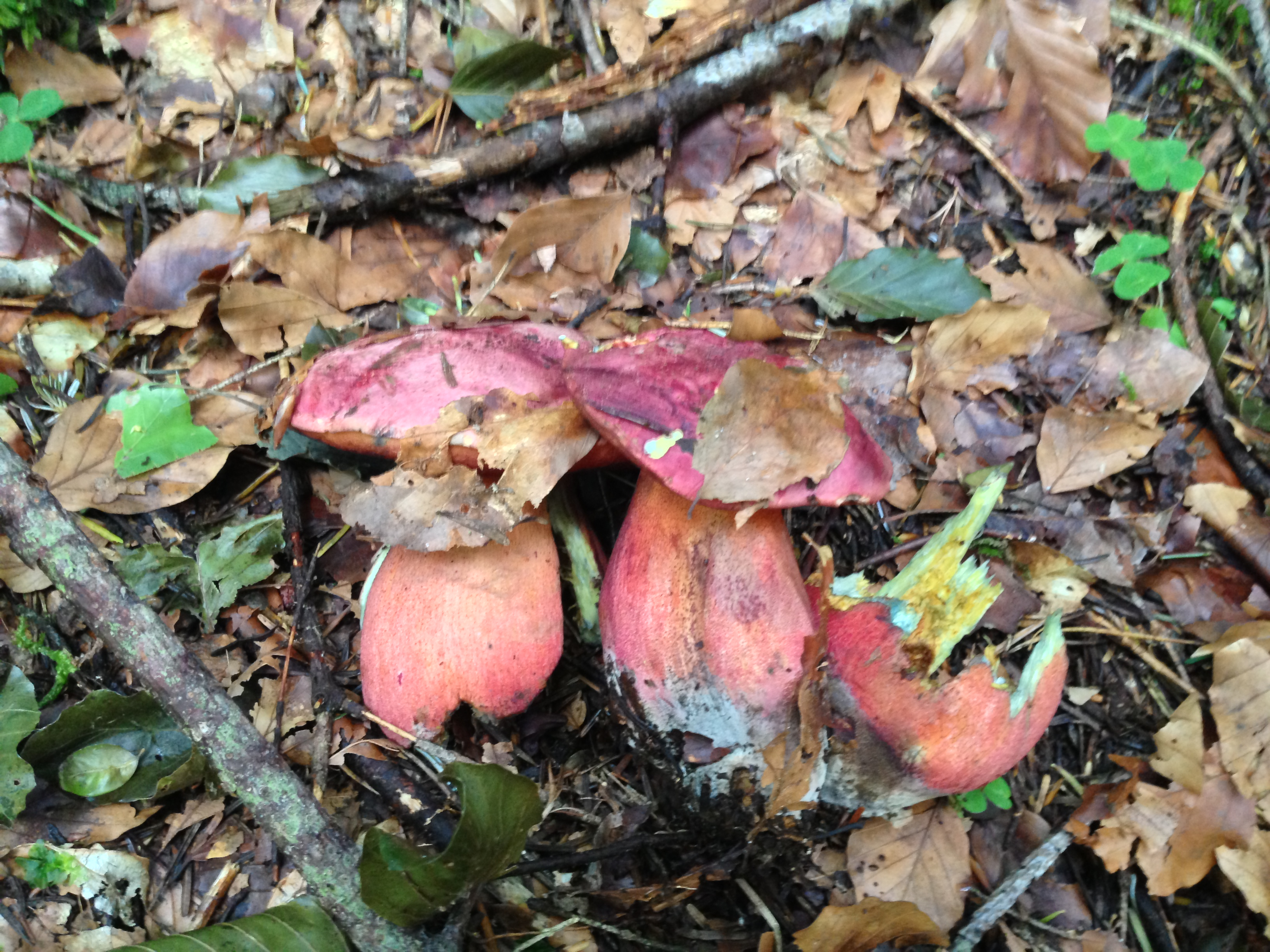
!!Rubroboletus rubrosanguineus!!
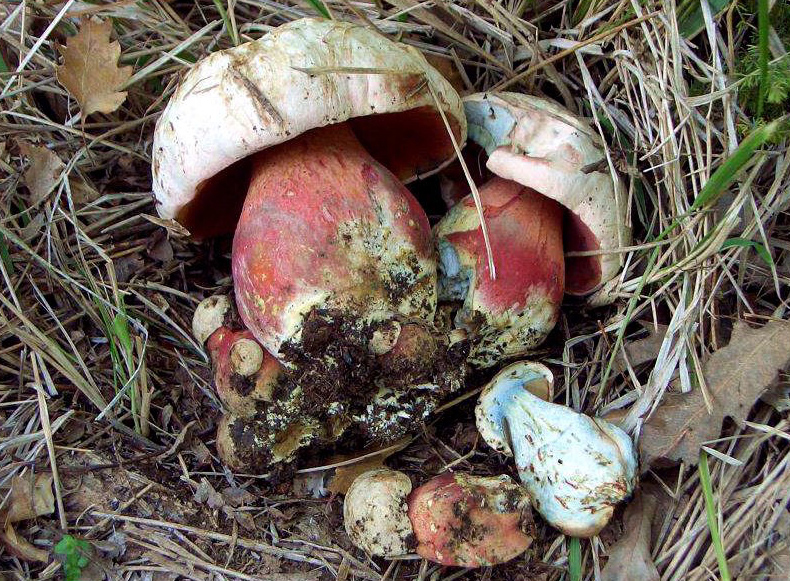
!!Rubroboletus satanas!!

## Valorificare
Acest buretele dacă este ingerat crud în orice caz este chiar foarte toxic. Astfel, un test de comestibilitate al buretelui, efectuat de micologul ceh Pavel Špinar au dus la probleme gastrointestinale puternice, care sunt de obicei cauzate de speciile Rubroboletus atunci când sunt consumate crude (o bucată mică colectată la 18 septembrie 1999 a fost suficientă). Dar este foarte probabil, că ar putea fi consumat fără probleme odată fiert sau prăjit bine. Din păcate seamănă foarte mult cu toxicul Boletus satanas și a fost precis confundat deja cu el. De acea, specia este listată de unii autori drept suspectă, de alții chiar otrăvitoare. 